# 1988年美國職棒大聯盟選秀
1988年美國職棒大聯盟選秀為大聯盟第24屆選秀。聖地牙哥教士的安迪·貝內斯為該年的首輪選秀狀元。
名人堂球星麥克·皮耶薩在該屆選秀第62輪1390順位才被選中，他也是史上最低順位的名人堂球員。

## 第一輪選秀
圖示
|  | 入選美國職棒大聯盟全明星賽的球員     |
|  | 入選美國國家棒球名人堂暨博物館的球員 |

| 順位 | 球員            | 球隊             | 位置   | 畢業學校                     |
| 1    | 安迪·貝內斯     | 聖地牙哥教士     | 右投   | 伊凡斯維爾大學               |
| 2    | 馬克·路易士     | 克里夫蘭印地安人 | 游擊手 | 漢米爾頓高中                 |
| 3    | 史蒂夫·艾弗瑞   | 亞特蘭大勇士     | 左投   | 甘迺迪高中                   |
| 4    | 葛雷格·歐森     | 巴爾的摩金鶯     | 右投   | 奧本大學                     |
| 5    | 比爾·貝內       | 洛杉磯道奇       | 右投   | 加利福尼亞州立大學洛杉磯分校 |
| 6    | 蒙提·法瑞斯     | 德州遊騎兵       | 游擊手 | 奧克拉荷馬州立大學靜水校區   |
| 7    | 威利·安斯利     | 休士頓太空人     | 外野手 | 普萊恩維尤高中               |
| 8    | 吉姆·亞伯特     | 加州天使         | 左投   | 密西根大學                   |
| 9    | 泰·葛里芬       | 芝加哥小熊       | 二壘手 | 喬治亞理工學院               |
| 10   | 羅賓·范圖拉     | 芝加哥白襪       | 三壘手 | 奧克拉荷馬州立大學靜水校區   |
| 11   | 帕特·康姆斯     | 費城費城人       | 左投   | 貝勒大學                     |
| 12   | 湯姆·菲雪       | 波士頓紅襪       | 左投   | 威斯康辛大學麥迪遜分校       |
| 13   | 奧斯汀·馬納罕   | 匹茲堡海盜       | 游擊手 | 地平線高中                   |
| 14   | 提諾·馬丁尼茲   | 西雅圖水手       | 一壘手 | 坦帕大學                     |
| 15   | 羅伊斯·克萊頓   | 舊金山巨人       | 游擊手 | 聖伯納德高中                 |
| 16   | 史丹·羅耶       | 奧克蘭運動家     | 捕手   | 東伊利諾大學                 |
| 17   | 查爾斯·納吉     | 克里夫蘭印地安人 | 右投   | 康乃狄克大學                 |
| 18   | 休·沃克         | 堪薩斯市皇家     | 右投   | 傑克森維爾高中               |
| 19   | 戴夫·韋恩豪斯   | 蒙特婁博覽會     | 右投   | 華盛頓州立大學               |
| 20   | 強尼·亞德       | 明尼蘇達雙城     | 右投   | 佛州馬納蒂-薩拉索塔州立學院  |
| 21   | 戴夫·普羅克特   | 紐約大都會       | 右投   | 艾倫社區學院                 |
| 22   | 約翰·艾瑞克斯   | 聖路易紅雀       | 右投   | 伊利諾大學厄巴納-香檳分校    |
| 23   | 布萊德·杜瓦爾   | 聖路易紅雀       | 右投   | 維吉尼亞理工學院暨州立大學   |
| 24   | 艾力士·費南德茲 | 密爾瓦基釀酒人   | 右投   | 佩斯高中                     |
| 25   | 小艾德·史普拉格 | 多倫多藍鳥       | 三壘手 | 史丹佛大學                   |
| 26   | 里科·布羅格納   | 底特律老虎       | 一壘手 | 水鎮高中                     |

## 補償選秀
圖示
|  | 入選美國職棒大聯盟全明星賽的球員     |
|  | 入選美國國家棒球名人堂暨博物館的球員 |

| 順位 | 球員            | 球隊             | 位置   | 畢業學校   |
| 27   | 傑夫·穆提斯     | 克里夫蘭印地安人 | 左投   | 拉斐特學院 |
| 28   | 瑞奇·古提耶瑞茲 | 巴爾的摩金鶯     | 游擊手 | 美國高中   |
| 29   | 泰德·伍德       | 舊金山巨人       | 外野手 | 紐奧良大學 |
| 30   | 布萊恩·喬丹     | 聖路易紅雀       | 外野手 | 里奇蒙大學 |

## 其他著名球員
- 亞瑟·羅茲, 第2輪, 34順位被巴爾的摩金鶯選走
- 鮑伯·海姆林（英语：Bob Hamelin）, 第2輪, 48順位被西雅圖水手選走
- 達倫·奧利佛（英语：Darren Oliver）, 第3輪, 63順位被德州遊騎兵選走
- 史考特·瑟維斯（英语：Scott Servais）, 第3輪, 64順位被休士頓太空人選走
- 馬奎斯·葛里森姆, 第3輪, 76順位被蒙特婁博覽會選走
- 大衛·威瑟斯（英语：David Weathers）, 第3輪, 82順位被多倫多藍鳥選走
- 路易斯·岡薩雷茲, 第4輪, 90順位被休士頓太空人選走
- 塔爾克·溫德爾（英语：Turk Wendell）, 第5輪, 112順位被亞特蘭大勇士選走
- 米奇·莫蘭汀尼（英语：Mickey Morandini）, 第5輪, 120順位被費城費城人選走
- 約翰·瓦倫汀（英语：John Valentin）, 第5輪, 121順位被波士頓紅襪選走
- 帕特·里斯塔許（英语：Pat Listach）, 第5輪, 133順位被密爾瓦基釀酒人選走
- 艾瑞克·卡羅斯（英语：Eric Karros）, 第6輪, 140順位被洛杉磯道奇選走
- 蓋瑞·迪薩辛納（英语：Gary DiSarcina）, 第6輪, 143順位被加州天使選走
- 瑞爾·寇米耶（英语：Rhéal Cormier）, 第6輪, 158順位被聖路易紅雀選走
- 葛雷格·麥克麥可（英语：Greg McMichael）, 第7輪, 163順位被克里夫蘭印地安人選走
- 吉姆·艾德蒙斯, 第7輪, 169順位被加州天使選走
- 馬克·沃勒斯（英语：Mark Wohlers）, 第8輪, 190順位被亞特蘭大勇士選走
- 提姆·奈林恩（英语：Tim Naehring）, 第8輪, 199順位被波士頓紅襪選走
- 提姆·韋克菲爾德, 第8輪, 200順位被匹茲堡海盜選走
- 馬克·克拉克（英语：Mark Clark (baseball)）, 第9輪, 236順位被聖路易紅雀選走
- 小皮特·羅斯（英语：Pete Rose Jr.）, 第12輪, 295順位被巴爾的摩金鶯選走
- 史考特·海特伯格（英语：Scott Hatteberg）, 第12輪, 302順位被費城費城人選走, 但未簽約
- 保羅·柏德, 第13輪, 332順位被辛辛那提紅人選走, 但未簽約
- 肯尼·洛夫頓, 第17輪, 428順位被休士頓太空人選走
- 達倫·路易士（英语：Darren Lewis）, 第18輪, 463順位被奧克蘭運動家選走
- 約翰·弗萊赫提（英语：John Flaherty）, 第25輪, 641順位被波士頓紅襪選走
- 喬伊·漢米爾頓（英语：Joey Hamilton）, 第28輪, 711順位被巴爾的摩金鶯選走, 但未簽約
- 伍迪·威廉斯（英语：Woody Williams）, 第28輪, 732順位被多倫多藍鳥選走
- 拉斯·戴維斯（英语：Russ Davis）, 第29輪, 755順位被紐約洋基選走
- 傑夫·弗萊, 第30輪, 765順位被德州遊騎兵選走
- 達米昂·伊斯利（英语：Damion Easley）, 第30輪, 767順位被加州天使選走
- 迪昂·桑德斯, 第30輪, 781順位被紐約洋基選走
- 亞倫·席利（英语：Aaron Sele）, 第37輪, 961順位被明尼蘇達雙城選走, 但未簽約
- 馬文·貝納德（英语：Marvin Benard）, 第39輪, 1003順位被芝加哥白襪選走, 但未簽約
- 奧蘭多·帕梅洛（英语：Orlando Palmeiro）, 第43輪, 1114順位被紐約洋基選走, 但未簽約
- 史考特·艾瑞克森（英语：Scott Erickson）, 第44輪, 1140順位被多倫多藍鳥選走, 但未簽約
- 費南多·溫尼亞（英语：Fernando Viña）, 第51輪, 1266順位被紐約洋基選走, 但未簽約
- 麥克·皮耶薩, 第62輪, 1390順位被洛杉磯道奇選走

## 外部連結
- MLB.com - 1988 Draft Tracker (all rounds)
- MLB.com - Draft History （页面存档备份，存于）
- Complete draft list from The Baseball Cube database （页面存档备份，存于）

| 前任： 小肯·葛瑞菲 | 選秀狀元 安迪·貝內斯 | 繼任： 班·麥克唐納 |